# Петровский, Владимир Герасимович
Владимир Герасимович Петровский (28 июля 1902, Бакорин — 1 августа 1982, Саратов) — советский военачальник, участник гражданской, Советско-польской, Советско-финской и Великой Отечественной войн, полковник (1943 год).

## Биография
Владимир Герасимович Петровский родился 28 июля 1902 года в селе Бакорин.

### Военная служба

#### Гражданская война
В апреле 1919 года призван в ряды РККА и в ноябре того же года назначен на должность делопроизводителя в 174-й бригаде в составе 58-й стрелковой дивизии, а в августе 1920 года — на должность заведующего клубом 124-й бригады в составе 42-й стрелковой дивизии. Принимал участие в боевых действиях в ходе советско-польской войны, а также против войск под командованием А. И. Деникина и С. В. Петлюры.

#### Межвоенное время
В марте 1921 года назначен на должность политрука роты в составе 124-го сводного стрелкового полка (42-я сводная бригада), в июне — на должность политрука роты учебно-кадрового полка (14-я стрелковая дивизия имени А. К. Степина), а в августе того же года — на должность старшего инспектора Наркомпрода Горской АССР во Владикавказе. С июня 1923 года служил политруком роты в 84-м стрелковом полку (28-я стрелковая дивизия), а в сентябре 1925 года переведён на аналогичную должность в отдельную роту связи 9-го стрелкового корпуса.
В августе 1926 года Петровский назначен на должность помощника уполномоченного 11-й кавалерийской дивизии с прикомандированием к особому отделу штаба Северокавказского военного округа, вскоре служил на должностях начальника клуба окружного госпиталя и политрука склада № 10 авиабазы округа. В ноябре 1927 года назначен на должность политрука роты в составе 65-го стрелкового полка (22-я стрелковая дивизия).
В сентябре 1928 года направлен на учёбу на курсы подготовки политруков при Объединённой школе командиров, дислоцированной в Киеве, которые окончил в августе 1929 года и с ноября того же года служил на должностях помощника командира по политической части и командира 5-й отдельной автогрузовой роты СКВО.
В марте 1931 года Петровский направлен на учёбу в Военную академию имени М. В. Фрунзе, после окончания которой в мае 1934 года назначен на должность помощника начальника 1-го отделения штаба 33-й мотострелковой бригады (11-й механизированный корпус, Ленинградский военный округ), в феврале 1935 года — на должность начальника штаба 9-го механизированного полка (9-я кавалерийская дивизия, Киевский военный округ), а в марте 1937 года — на должность начальника штаба 8-го механизированного полка (28-я кавалерийская дивизия).
В июне 1938 года был уволен из РККА по ст. 43 «6», однако в августе 1939 года восстановлен в кадрах армии и назначен на должность начальника 5-й части штаба 31-й механизированной бригады, а в ноябре того же года — на должность заместителя начальника штаба 13-й легкотанковой бригады, после чего принимал участие в боевых действиях в ходе советско-финской войны.
В мае 1940 года назначен на должность начальника штаба 34-й легкотанковой бригады, в июне того же года — на должность начальника тыла 1-го механизированного корпуса, а в мае 1941 года — на должность начальника оперативного отдела — заместителя начальника штаба 10-го механизированного корпуса.

#### Великая Отечественная война
С началом войны находился на прежней должности. 10-й механизированный корпус с июля 1941 года вёл оборонительные боевые действия на кингисеппском участке Северного фронта.
В сентябре назначен на должность начальника отделения автобронетанковых войск 55-й армии (Ленинградский фронт), однако с ноября находился в распоряжении отдела кадров этого же фронта и в феврале 1942 года назначен на должность заместителя начальника автобронетанковых войск 8-й армии, а в апреле — на должность командира 16-й тяжёлой танковой бригады. Принимал участие в оборонительных боевых действиях во время блокады Ленинграда. С октября того же года Петровский находился в распоряжении управления кадров автобронетанковых войск РККА и в декабре назначен на должность заместителя начальника штаба 3-й танковой армии, после чего принимал участие в боевых действиях в ходе Острогожско-Россошанской, Харьковской наступательной и Харьковской оборонительной операций.
В июле 1943 года назначен на должность начальника штаба 7-го гвардейского механизированного корпуса, после чего принимал участие в ходе Орловской наступательной операции. В октябре того же года назначен на должность начальника штаба 3-го гвардейского механизированного корпуса, находившегося в резерве Ставки Верховного Главнокомандования, а в мае 1944 года — на должность заместителя командира 8-го гвардейского механизированного корпуса, который вскоре принял участие в боевых действиях в ходе Львовско-Сандомирской наступательной операции. В октябре того же года назначен на должность командира 25-го танкового корпуса, который вскоре участвовал в ходе Карпатско-Дуклинской и Западно-Карпатской наступательных операций, а также в преодолении Главного Карпатского хребта.
В марте 1945 года полковник Петровский назначен на должность начальника 2-го Харьковского училища самоходной артиллерии г. Самарканд.

#### Послевоенная карьера
После окончания войны находился на прежней должности.
В июле 1946 года назначен на должность инспектора бронетанковых и механизированных войск Главной инспекции Сухопутных войск, а в сентябре 1948 года — на должность заместителя командира по бронетанковым войскам 65-го стрелкового корпуса (Приморский военный округ).
После окончания Высших академических курсов при Военной академии бронетанковых и механизированных войск в ноябре 1952 года назначен на должность заместителя командира по бронетанковым войскам 123-го стрелкового корпуса (Приволжский военный округ).
Полковник Владимир Герасимович Петровский 16 ноября 1953 года вышел в запас. Умер 1 августа 1982 года в Саратове.

## Награды
- орден Ленина (21.02.1945)[3];
- три ордена Красного Знамени (21.08.1943[4][5], 03.11.1944[6], 17.05.1951[7]);
- орден Красной Звезды (17.01.1942)[8];
- медаль «За боевые заслуги» (21.03.1940)[9];
- медаль «За оборону Ленинграда» (22.12.1942)[10];
- медаль «За победу над Германией в Великой Отечественной войне 1941-1945 гг.» (31.08.1945)[11].